# Marie Gevers
Pour les articles homonymes, voir Gevers.
Marie Gevers (pour l'état civil Maria Theresia Carolina Fanny Gevers) est une romancière belge d'expression française, née le 30 décembre 1883 à Edegem, près d'Anvers, au manoir de Mussenborg (« Missembourg »), où elle est décédée le 9 mars 1975 .

## Biographie
Marie Gevers connut une enfance heureuse entourée de parents, déjà avancés en âge, et de cinq frères plus âgés qu’elle. Elle grandit — et du reste passa sa vie entière — dans le domaine campagnard, grand de 7 ha et entouré d'une douve, dont ses parents avaient fait l'acquisition en 1867, et au-dedans duquel se dressait (et se dresse encore) le château de Mussenborg, vieux manoir du moyen âge, à trois pignons, dont elle transformera le nom en Missembourg. Cependant, ses parents ne souhaitant pas qu'elle se démarquât des autres enfants du village, elle se rendait au catéchisme en sabots. Néanmoins, elle n'a jamais fréquenté l'école: elle fut essentiellement instruite par sa mère, qui lui apprit le français par des dictées puisées dans Télémaque de Fénelon. Le calcul et le néerlandais lui furent enseignés à la maison par l'instituteur de la commune voisine de Mortsel ; ici, c'est l'œuvre du poète hollandais Tollens qui servit de base de départ. Par ailleurs, elle fait montre d’un intérêt particulier pour la lecture, lisant énormément: Jules Verne, qu'elle dévorait armée d’un atlas, et qui ainsi lui fit connaître la géographie, et l’Odyssée, qui lui révèle la Grèce antique. À 14 ans, elle lisait couramment le français, le néerlandais et l'anglais, et se débrouillait même en allemand, grâce à une servante originaire d'Allemagne.

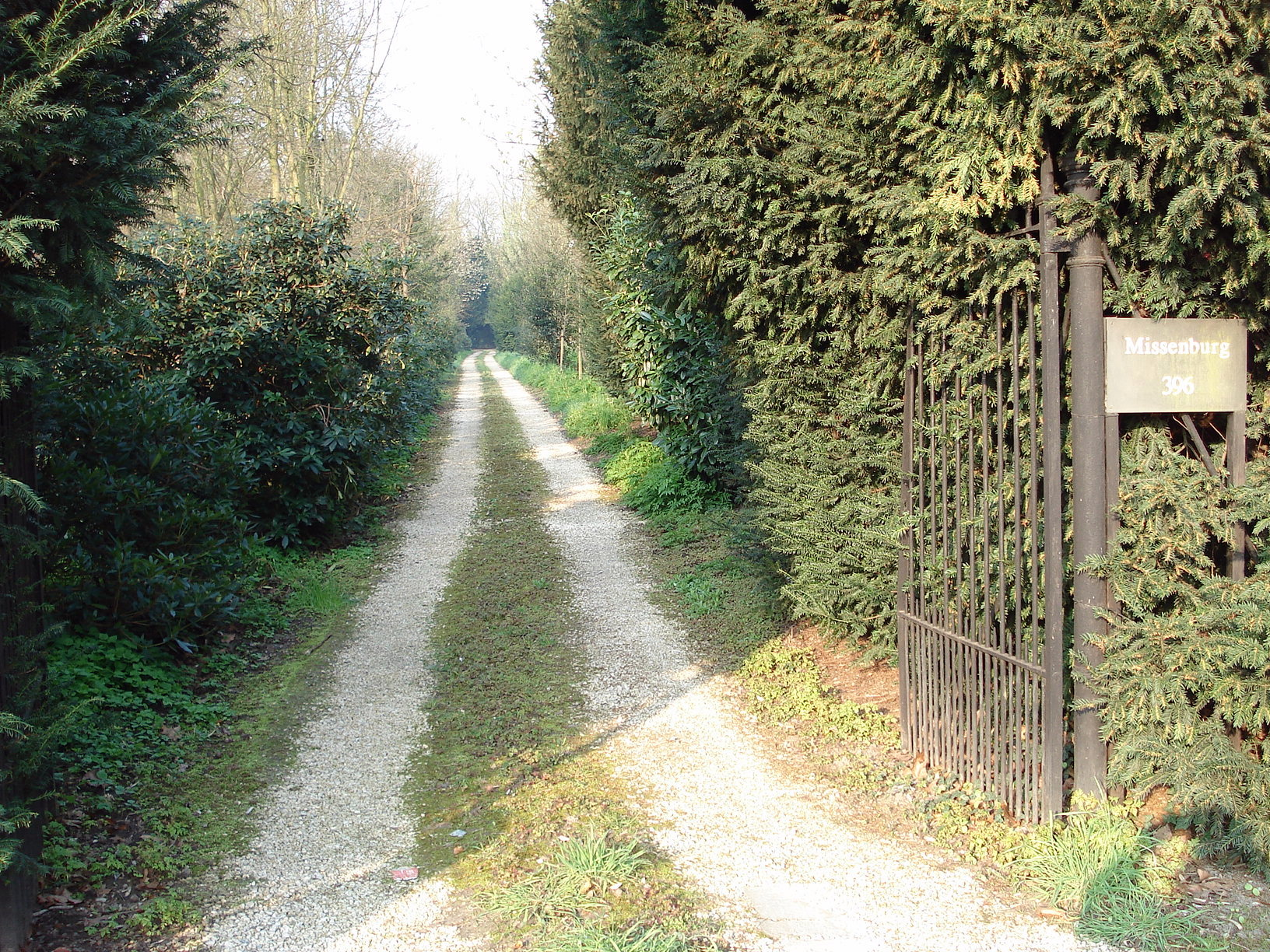
Allée menant au manoir de Missembourg.

Ayant épousé en 1908 Frans Willems, neveu de l’écrivain Anton Bergmann et parent de Jan-Frans Willems, le père du mouvement d'émancipation flamand, la châtelaine de Missembourg, ainsi qu’on était venu à l'appeler, consacre sa vie à sa famille. Elle connaîtra un parfait bonheur conjugal, donnant naissance à trois enfants : l'écrivain et dramaturge Paul Willems, un second deux fils qui mourra à la guerre et une fille, l'illustratrice Antoinette Willems. La naissance de celle-ci lui inspirera un recueil de poésie : Antoinette.
Elle écrivit toute son œuvre en langue française, quoique ses ascendances fussent purement flamandes, et même paysannes : son grand-père paternel était le fils d'un paysan de Zolder, dans le Limbourg belge, tandis que son grand-père maternel était le fils d’un riche paysan de Reet, village situé à cinq kilomètres au sud d’Edegem. On peut dès lors se demander pourquoi ses grands-parents éduquèrent leurs enfants en français. Interrogée à ce sujet, l’autrice explique que son grand-père de Zolder, qui avait à Anvers un négoce de chicorée et de sucre, et qui avait vu ses affaires péricliter à la suite de la fermeture de l'Escaut par les Hollandais en 1839, décida par dépit de faire élever ses enfants en français. Quant à la famille Tuyaerts de Reet, elle devait son aisance en partie à la France : en effet, dans le sillage de la Révolution française, elle eut la bonne fortune d'acheter à bon prix des biens nationalisés, qu’elle ne dut pas restituer ensuite, après le départ des Français. Il fut donc décidé que le fils, Jean Tuyaerts, ferait des études de droit à la Sorbonne.

## Œuvre
Sa poésie est marquée par l'amour du grand air, des bêtes et des plantes, et aussi par l'attachement à ses racines paysannes. Très tôt, elle compose des poèmes bucoliques, encouragée par Verhaeren, dont elle visitait les nièces pendant les vacances à Bornem, et son premier recueil, Missembourg paraît en 1918. Plus tard, vers 1930, elle se tourne plus particulièrement vers l'écriture en prose : la Comtesse des digues, tout d’abord, son premier roman, et sans doute son œuvre la plus célèbre, roman du reste basé sur une histoire vraie, et dont la protagoniste était une amie de l'écrivain; puis Madame Orpha ou la sérénade de mai (1933), Guldentop (1934), et La ligne de vie (1937), qui font perdurer cet intérêt constant pour le petit peuple et la vie à la campagne au sud d’Anvers ; et enfin, des contes pour enfant (l’Amitié des fleurs, la Petite Étoile...).
Entre-temps, ses affinités avec la Flandre, sa langue et sa littérature, la conduisent à donner des traductions d'œuvres du domaine néerlandais, romans des Flamands Frans Verschoren et Marcel Matthijs, et des Hollandais Arthur van Schendel et Jan De Hartog, puis contes de Felix Timmermans, avec qui elle était liée d'amitié, etc.
Marie Gevers fut en 1938 la première femme à être élue à l'Académie royale de langue et de littérature françaises de Belgique. En 1961, elle reçoit le Grand Prix quinquennal de littérature française, qui est considéré comme la plus haute récompense littéraire belge. À partir de 1958, elle était membre correspondant de la Bayerische Akademie der schönen Künste de Munich. En 1959, elle reçoit le Prix quinquennal de littérature pour l'ensemble de sa carrière.
Ses Archives sont conservées aux Archives et Musée de la Littérature.

## Distinction
- Chevalier de l'ordre de Léopold en 1921 (Belgique).

### Œuvres de Marie Gevers

#### Poésies
- Missembourg, poèmes, Anvers, Buschmann, 1918 (rééd. 1936).
- Les Arbres et le vent, poèmes, Bruxelles, Robert Sand, 1923.
- Antoinette, poèmes, Anvers, Buschmann, 1925 (rééd. part. 1935, avec 12 pointes sèches de Louis Van Engelen).
- Almanach perpétuel des jeux d'enfants, poèmes, Illustr. de Felix Timmermans, Anvers, Buschmann, 1930.
- Brabançonnes à travers les arbres, poèmes, Illustré de quatre lithographies de Simonne Lutgen, Anvers, Éditions Lumière, 1931.

#### Romans et récits
- Ceux qui reviennent, récit, illustr. de Frans Willems, Bruxelles, Renaissance d'Occident, 1922.
- La Comtesse des digues, roman, préface de Charles Vildrac, Paris-Neuchâtel, Éd. Victor Attinger, 1931 (éd. revue 1950 ; éd. ill. par A, Delétaille 1955; 1983; ég, dans la collection Babel d'Actes Sud).
- Madame Orpha ou la sérénade de Mai, roman, Paris-Neuchâtel, Éd. Victor Attinger, 1933 (rééd. 1943 et 1981, rééd. Jacques Antoine 1974).
- Le Voyage de frère Jean, Roman, Paris, Plon, 1935
- Guldentop, histoire d’un fantôme, récit, Bruxelles, Durendal, et Paris, Lethielleux,1935 (éd. augmentée Le Balancier, Liège et Libris, Bruxelles, 1942 ; nouv. éd. Audenarde, Sanderus, avec préface et un entretien avec l'auteur).
- La Grande Marée, Nouvelle, Frontispice de Paul Willems, Liège, 1936 (rééd. Paris, Plon, 1945)[2].
- La Ligne de vie, roman, Paris, Plon, 1937 (rééd. 1941, 1983, 2007).
- Paix sur les champs, roman, Paris, Plon, 1941 (rééd. 1976).
- Château de l'Ouest, roman, Paris, Plon, 1948.
- Vie et mort d'un étang, nouvelle, Paris, France Illustration, 1950 (rééd. avec sous-titre "récit autobiographique", Bruxelles, Brepols, 1961 et 1979, rééd. Jacques Antoine 1974).
- Parabotanique, Anvers, Librairie des Arts, 1964.
- Almanach perpétuel des fruits offerts aux signes du zodiaque, Anvers, Librairie des Arts, 1965.
- Le Monde des nuages et le Monde des vagues, avec le salut de Frank Thornton et deux bois originaux de Saint-Rémy, Templewood, 1966.

#### Anthologie
- Émile Verhaeren. Il fait dimanche sur la mer ! Choix de poèmes établi et présenté par Marie Gevers, Anvers, Librairie des Arts, 1966.

#### Ouvrages de nature
- Plaisir des météores ou le Livre des douze mois, Paris, Stock, 1938 (nouv. éd. avec quatre dessins originaux de la fille de l'auteur, Librairie des Arts, Anvers, 1967 ; rééd. 1978).
- L'Herbier légendaire, Paris, Stock, 1949.
- Des Mille Collines aux neuf volcans, Paris, Stock, 1953 (sur le Rwanda).
- Plaisir des parallèles, Paris, Stock, 1957 (sur le Congo).

#### Récits et contes pour enfants et adolescents
- Bruyère blanche ou le bonheur de la Campine, conte, illustr. de Jean Stiénon du Pré, Paris-Bruges, Desclée De Brouwer, 1931.
- Les Oiseaux prisonniers, contes, Anvers, 1935.
- Chouchou, chien autodidacte, conte pour enfants, illustr. d’Éric de Nèmes, Paris-Bruges, Desclée De Brouwer, 1933 (1936?).
- L'Amitié des fleurs. Légendes, illustré de quatre pointes sèches de Joris Minne, Anvers, Éditions Le Papegay, 1941.
- La Petite Étoile, conte, illustr. d’Albertine Delétaille, Bruxelles, Édition des Artistes, 1941.
- L'Oreille volée, roman policier féerique, conte pour enfants, illustr. d’Antoinette Willems, Bruxelles, Les Écrits, 1942.
- Le Noël du petit Joseph, Bruxelles, 1943.
- Le Soleil, Illustr. d’Albertine Delétaille, Bruxelles, 1943.
- Le Voyage sur l'Escaut, illustr. de J. Winance, Tournai-Paris, Casterman, 1946.
- Le Chemin du paradis, illustré par N. Degouy, Bruges, Desclée De Brouwer, 1950.
- Une Amitié amoureuse de Charles Rogier, Anvers, Éditions Le Papegay, 1950.
- Les Merveilles de la Belgique, éd. Nestlé, s.d. (195x).

#### Œuvres traduites par Marie Gevers
- Rayons de soleil, de Frans Verschoren, Anvers, 1934 (titre orig. Zonnig leven).
- Les Oiseaux gris, d'Arthur van Schendel, Paris, 1939 (titre orig. De grauwe vogels).
- Triptyque de Noël, de Felix Timmermans, Paris-Bruges, 1953.
- Moi, Philomène, de Marcel Mathijs, Bruxelles, 1941 (titre orig. Een spook op zolder).
- Sumatra. « Rubber », de Madeleine Lulofs, Bruxelles, 1945.
- Pêcheur d'épaves, de Cor Bruyn, Paris, 1945 (titre orig. Sil de strandjutter).
- Hilde, d'Anne de Vries, Paris, 1945.
- Jan Wandelaar, Hollands Glorie, de Jan de Hartog, Paris, 1949.
- Brouwer, peintre des buveurs et des paysans, d'Ernest van der Hallen, Paris, 1945.
- Une équipée d'Arlequin et de Polichinelle, de Jan Vercammen, Bruges, 1946 (titre orig. De vlucht van Hans en Harlekijn).
- Douze Contes merveilleux de la Reine Fabiola, 1961.

### Œuvres de Marie Gevers traduites
- En langue néerlandaise :
  - Kinderspelen (illustr. de Felix Timmermans). Anvers, 1936 (trad. de Almanach perpétuel des jeux d'enfants).
  - De Dijkgravin. Charleroi, 1938 (trad. de la Comtesse des digues, par Frans Verschoren).
  - Muziek in de Meinacht. La Haye, 1935 (trad. de Madame Orpha ou la sérénade de mai).
  - Guldentop. La Haye, 1935.
  - De Reis naar het Land van Belofte. La Haye, 1942 (trad. de le Voyage de frère Jean).
  - Kep, de hond die bijna spreken kon. Bruges, 1936 (trad. de Chouchou, chien autodidacte).
  - Verzoening. Anvers, 1942 (trad. de Paix sur les champs, par Frans Verschoren).
  - Het gestolen Oor. La Haye, 1952 (trad. de l’Oreille volée).
  - Het Springtij. Gand, 1943 (trad. de la Grande Marée).
  - Scaldis. Tournai-Paris, 1948 (trad. de le Voyage sur l’Escaut).
  - En zie, de sterre bleef staan. Bruges-Utrecht, 1950 (trad.-adaptation par Ernest Claes de le Chemin du Paradis).
  - Ons wonderschoon België, Nestlé, s.d. (195x) (trad. de Les Merveilles de la Belgique).
- En langue allemande :
  - Glück. Halle, 1938 (trad. d'Antoinette).
  - Kinderspiele, 1938 (trad. d'Almanach perpétuel des jeux d'enfants).
  - Heideglöcklein. Ratisbonne, 1938 (trad. de Bruyère blanche ou le bonheur de la Campine).
  - Die Deichgräfin. Leipzig, 1936 (trad. de La Comtesse des digues).
  - Frau Orpha. Hambourg, 1935 (trad. de Madame Orpha ou la sérénade de mai).
  - Die glückhafte Reise. Leipzig, 1937 (trad. de Le Voyage de frère Jean).
  - Die Lebenslinie. Leipzig, 1938 (trad. de la Ligne de vie).
  - Versöhnung. Leipzig, 1943 (trad. de Paix sur les champs).
  - Der Damm zerreißt. Vienne, 1951 (trad. de La Grande Marée).
  - Hohe Düne. Bamberg, 1951 (trad. de Château de l’Ouest).
  - Das Blumenjahr. Bamberg, 1955 (trad. de L'Herbier légendaire).
- En langue tchèque :
  - Čára života. Prague, 1946 (trad. de La Ligne de vie).
- En langue polonaise :
  - Paní Orfa. (Trad. de Madame Orpha ou la sérénade de mai
- En langue danoise :
  - Marskens Dronning. Copenhague, 1942 (trad. de La Comtesse des digues).
- En langue suédoise :
  - Majserenaden. Stockholm, 1936 (trad. de Madame Orpha ou la sérénade de mai).
- En langue norvégienne :
  - Suzanne (trad. de La Comtesse des digues).